# Pueblo de Taos
Pueblo de Taos (más néven Taos Pueblo, északi tiwa nyelven: Tua-tah) a pueblo indiánok által alapított település, a Világörökség része.

## Világörökség
Az Új-Mexikóban található Pueblo de Taos 1992 óta része a Világörökségnek. Egy kulturális kritériumnak felelt meg, "az emberi alkotószellem remekműve". A település több mint 1000 éve lakott, a Rio Grande egy kisebb mellékfolyójának völgyében terül el. A pueblo indiánok kultúrájának és építészetének máig fennmaradt emlékei találhatóak itt. 384 km2-en terül el, kb. 2000 ember lakik itt. Az Amerikai Egyesült Államok 1960-ban Nemzeti Történelmi Emlékhellyé nyilvánította ezt a helyet. Az őslakosok "a mi falunk"-nak nevezték el.

## Képek

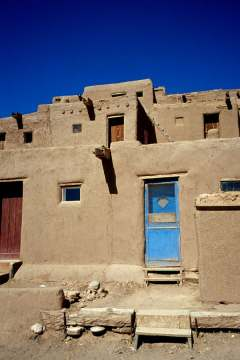
Pueblo de Taos
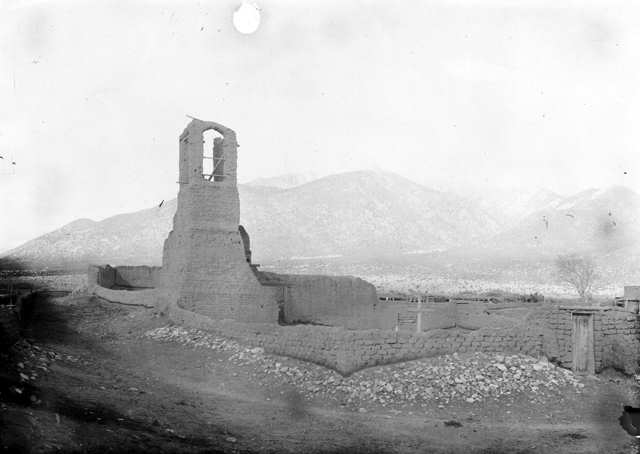
A templom romjai (1847)
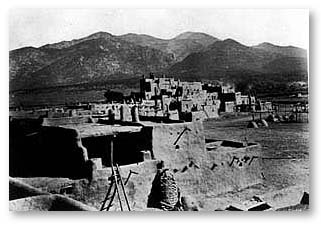
Pueblo de Taos (1880)
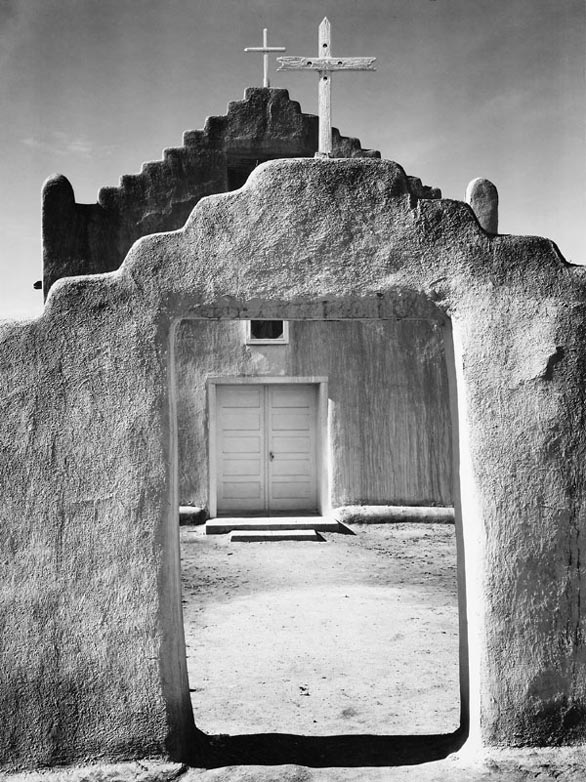
A templom főbejárata (1942)